# ارشاد الزراعه
ارشاد الزراعه کتابی است به زبان فارسی دربارهٔ کشاورزی و باغبانی تألیف قاسم بن یوسف ابونصری هروی که در سال ۹۲۱ قمری در هرات نوشته شده‌است. نویسندهٔ کتاب از نوادگان شیخ ابونصر طبسی مشهور به پیر حاجات می‌باشد.

## انتشار کتاب
ارشاد الزراعه در سال ۱۳۴۶ به اهتمام و تصحیح محمد مشیری در انتشارات امیرکبیر چاپ شده‌است. مصحح در پایان کتاب، فهرستی از لغت‌ها و اصطلاحات متن را به دست داده‌است.

## درون‌مایه
موضوع این کتاب، کشاورزی و باغبانی در هرات و نواحی آن است و یک مقدمه و هشت روضه (= فصل) دارد. مؤلف در مقدمهٔ کتاب، که پیش‌درآمدی مناسب برای ورود به روضه هاست، سعی کرده تبحر خود را در رعایت انواع تکلف‌های زبانی و ادبی نشان دهد، اما نثر روضه‌ها تا حد زیادی صورت نوشتاریِ گفتارهای کشاورزان و باغداران هرات است و در آن تعداد قابل توجهی واژه و اصطلاح دیده می‌شود که در فرهنگ‌های فارسی ثبت نشده‌اند.
کتاب شامل پیش گفتار؛ مقدمه مؤلف؛ تاریخ کتابت ارشادالزراعه بطریق رباعی؛ هشت روضه و فهرست‌های کتاب می‌باشد.

## فصل‌های کتاب
- روضه اول در بیان دانستن اراضی که حضرت اللّه تعالی هر قطعه زمینی را خاصیتی داده‌است که به چه کیفیت غله یا انگور یا سردرختی می‌دهد و نیز در معرفت نیک و بد زمین و …
- روضه دوم در اختیار ساعت سعد و دانستن احوال هفته مناسب با کشتن نهال و افشاندن بذر است و نیز دفع ملخ و کرم، و محافظت بذر و انبارکردن به موقع آن و در خوشه نگهداشتن به ضرورت، زراعت، محافظت گندم و جو و آرد، دفع گیاهان مضر و آفات، احکام طلوع شعرای یمانی و …
- روضه سوم در بیان زراعت نمودن غله و اجناس آن؛ گندم، جو، باقلا، عدس، ارزن، برنج، ماش، نخود و لوبیا
- روضه چهارم در بیان جویه کندن و مرز برای تاک‌ها، تاک نشانیدن و به انگور آوردن، تاک بریدن و اسامی انگور
- روضه پنجم در بیان خضرویات؛ سبزی‌ها و صیفی‌ها؛ خربزه و هندوانه، خیار، بادرنگ (بارهنگ)، کاهو و ریواج، سیر و پیاز، اسفناج، کلم، بادنجان، نیل و وسمه و حنا، یونجه کاشتن و نفع و ضرر هر یک
- روضه ششم در بیان بذر نمودن اشجار و گل و ریاحین و آنچه قلمه و پیاز و نهال از گل و ریاحین و غیر آن، و نوع کاشتن و قاعده ترتیب آن
- روضه هفتم – در بیان پیوند تاک و اجار و محافظت بیوت نحل و تخمین حاصل برخی از خضرویات، گلاب و گل‌قند ساختن و محافظت گل پیش‌رس بادرنگ و سامان نودن گلاب، عرق بیدمشک و شیره ترنجبین و شیره کشمش و شکر و دوشاب کارشک و آفتابی و مربیات از بهی و غوره و شاه توت ولیجار و حلوا از ماقوت و مغزی و غیره، سرکه انداختن. سرگخ آلات ساختن و آب‌غوره گرفتن، ترشی و پیله ابریشم ساختن، فله و پنیر ساختن و فیلچه حاصل نمودن
- روضه هشتم – در بیان اشجار و گل و ریاحین به روش باغبانی در چهارباغ برابر یکدیگر ترتیب دادن و طرح چهار باغ و عمارت[۱]

## نگاهی به متن کتاب
افلاطون حکیم گوید هر دو طرف تاک را به سرگین گاو تازه آلوده کنند تا از کِرم محفوظ ماند و اگر قدری ازغون (شاخهای بریده شده درخت تاک) و بلوط بکوبند و بعد از آن که تاک در حفره نهند بر آن ریزند، از آفات سالم ماند و بار بسیار آرد و بعضی عدس و کاه نخود و کاه ماش و کاه باقلا بهم بیامیزند و چون تاک در حفره نهند آن را بر اصل آن ریزند چنانچه پوشیده شود تا از سرمای زمستان محفوظ ماند و بعضی یک کف باقلای بریان کرده در آن ریزند و بعضی از ثفل (که بعد از شیره کردن انگور بماند) در آن حفره ریزند. اگر تاک انگور سفید بود از ثفل انگور سیاه و اگر انگور سیاه بود از ثفل انگور سفید و در پهلوی اصل هر تاک یک سنگ برابر حجم حفره در آن نهند؛ که سنگ آن را خشک می‌دارد و در تابستان او تشنه نمی‌شود.